# 加兹温
36°16′N 50°00′E / 36.267°N 50.000°E
加兹温（波斯文：‎）是伊朗伊斯兰共和国加兹温省省会和最大城市，曾一度为波斯帝国萨非王朝的首都，现在则以书法之都而闻名。
位于德黑兰西北部约150千米，受北部崎岖的厄尔布尔士山脉影响，气候干燥而凉爽。

## 历史

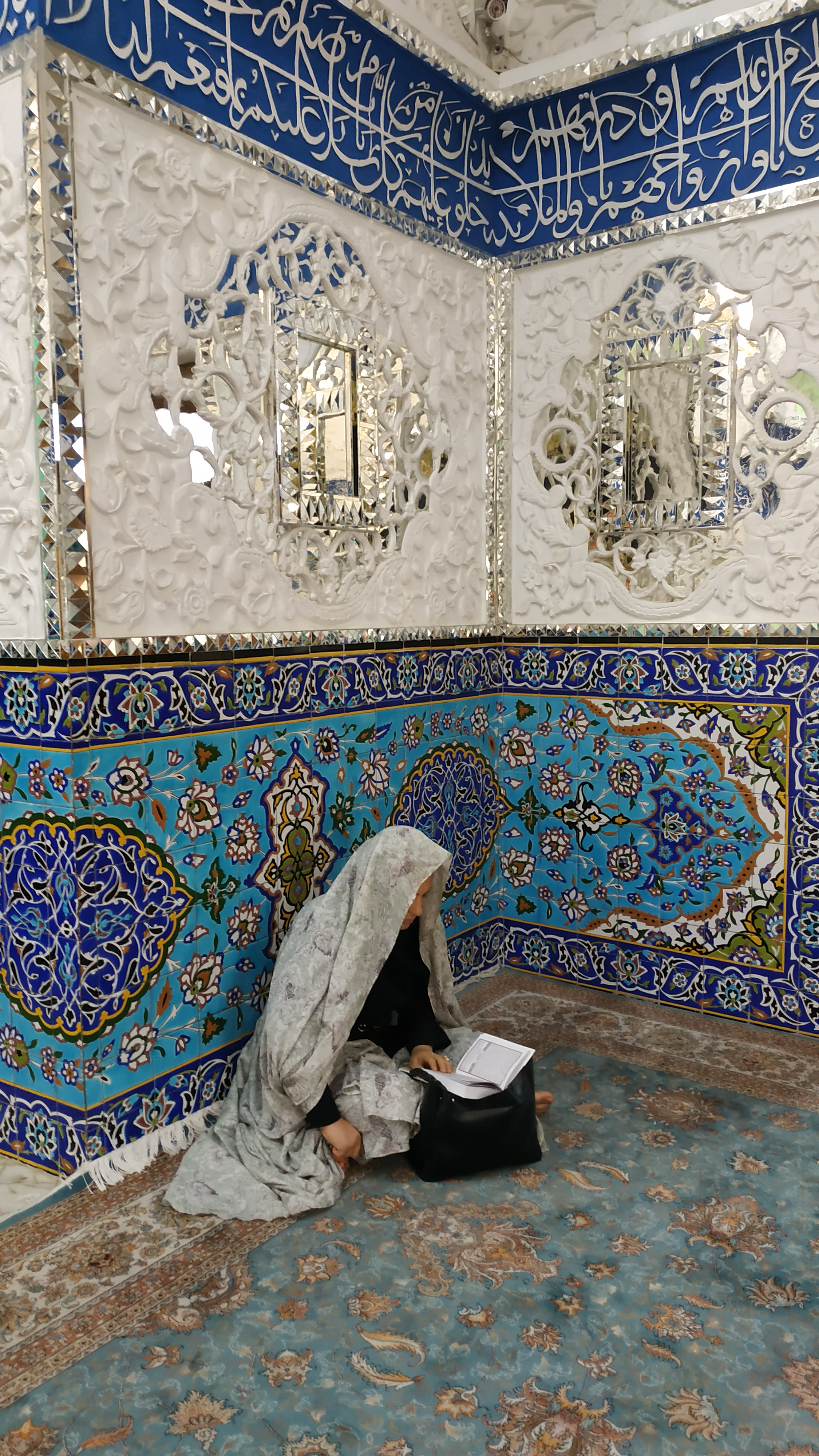
加兹温.

这座城市曾是萨菲王朝的首都，是历史上重要的文化中心，现在是加兹温省的省会。
加兹温平原上的考古发现揭示了此处有至少九千年前的城市农居点。